# Orla (Sassonia)
La Orla, deta anche Orla-Graben o popolarmente, nel suo corso superiore,  Wachauer Dorfbach o Saugraben, è un fiume tedesco che scorre interamente in Sassonia. Le sue sorgenti si trovano nella campagna di  Wachau. Dopo aver percorso circa 10 km ed un dislivello di 80 m sfocia presso Ottendorf-Okrilla nel Piccolo Röder. Il suo corso viene più volte sbarrato, soprattutto fra Wachau e Teichen.
Come corso d'acqua per la pesca sportiva, viene seguito dall'Associazione tedesca per la pesca sportiva (Deutscher Anglerverband) per un tratto di 5 km fra il territorio di Wachau e la sua immissione nel Piccolo Röder. Esso è popolato da trote.